# Mark Occhilupo
Mark Occhilupo (Sydney, 16 giugno 1966) è un surfista australiano.
Dopo aver debuttato nel campionato del mondo a 18 anni nel 1984, si ritira nel 1988 a causa di una profonda depressione che lo porterà ad ingrassare eccessivamente. Dopo un periodo di pausa nel quale decide di rimettersi in forma, rientra nella massima competizione mondiale di surf nel 1995, per poi vincere il titolo nel 1999 all'età di 33 anni, divenendo il più vecchio surfista a vincere il campionato, record che è superato da Kelly Slater nel 2006.

## Vittorie in carriera
- 1999
  - Billabong Pro, Anglet/Mundaka
  - Quiksilver Pro Fiji, Tavarua/Namotu Islands
  - Gotcha Tahiti Pro, Teahupo'o, Tairapu
- 1998
  - Rip Curl Pro, Bells Beach, Victoria, Australia
- 1986
  - BHP Steel International, Newcastle, NSW-Australia
  - OP Pro, Huntington Beach, California
- 1985
  - Swan Margaret River Thriller, Margaret River
  - OP Pro, Huntington Beach, California
  - Gunston 500, Dairy Beach, Durban
- 1984
  - Beaurepaires open, Cronulla, NSW-Australia
  - Tutti Frutti Lacanau Pro, Grande Plage, Lacanau, Gironde
  - Country Feeling Classic, Jeffrey's Bay